# 포도잎말이
포도잎말이는 포도 잎에 소를 넣고 말아 만든 음식이다. 사르마나 돌마의 일종으로 여겨진다.

## 지역별 포도잎말이

### 그리스
그리스에서는 포도잎말이가 "돌마"라는 뜻인 돌마스(그리스어: ντολμάς; 복수: ντολμάδες 돌마데스[*]) 또는 그 지소형인 돌마다키(그리스어: ντολμαδάκι; 복수: ντολμαδάκια 돌마다키아[*])라 불린다. 우조의 안주로 쓰인다. 쌀에 다진 고기와 잘게 썬 채소를 넣어 포도잎에 싸서 찐 것으로, 샐러드에 딸려 나오기도 하고 그냥 먹기도 한다. 각 지방에 따라 맛과 모양이 다르고, 통조림도 있다. 양파와 마늘을 다지고 후라이팬에 넣는다. 그리고 마늘, 오레가노 가루와 여러 향신료를 넣고 볶는다. 쇠고기 육수를 붓고 다진 쇠고기와 쌀을 넣고 2분의 3 정도만 익힌다. 포도잎에 채소와 다진 쇠고기를 넣은 쌀을 넣어 돌돌 말고 이쑤시개로 고정시킨다.

### 아제르바이잔
아제르바이잔에서는 포도잎말이가 야르파크 돌마스(아제르바이잔어: yarpaq dolması)라 불린다.

### 이란
이란에서는 포도잎말이가 "포도 잎 돌마"라는 뜻인 돌메 바르그 모(페르시아어: دلمه برگ مو)라 불린다.

### 터키
터키에서는 포도잎말이가 "잎 사르마"라는 뜻의 야프라크 사르마스(튀르키예어: yaprak sarması) 또는 "잎 돌마"라는 뜻의 야프라크 돌마스(튀르키예어: yaprak dolması)라 불린다.

## 사진 갤러리

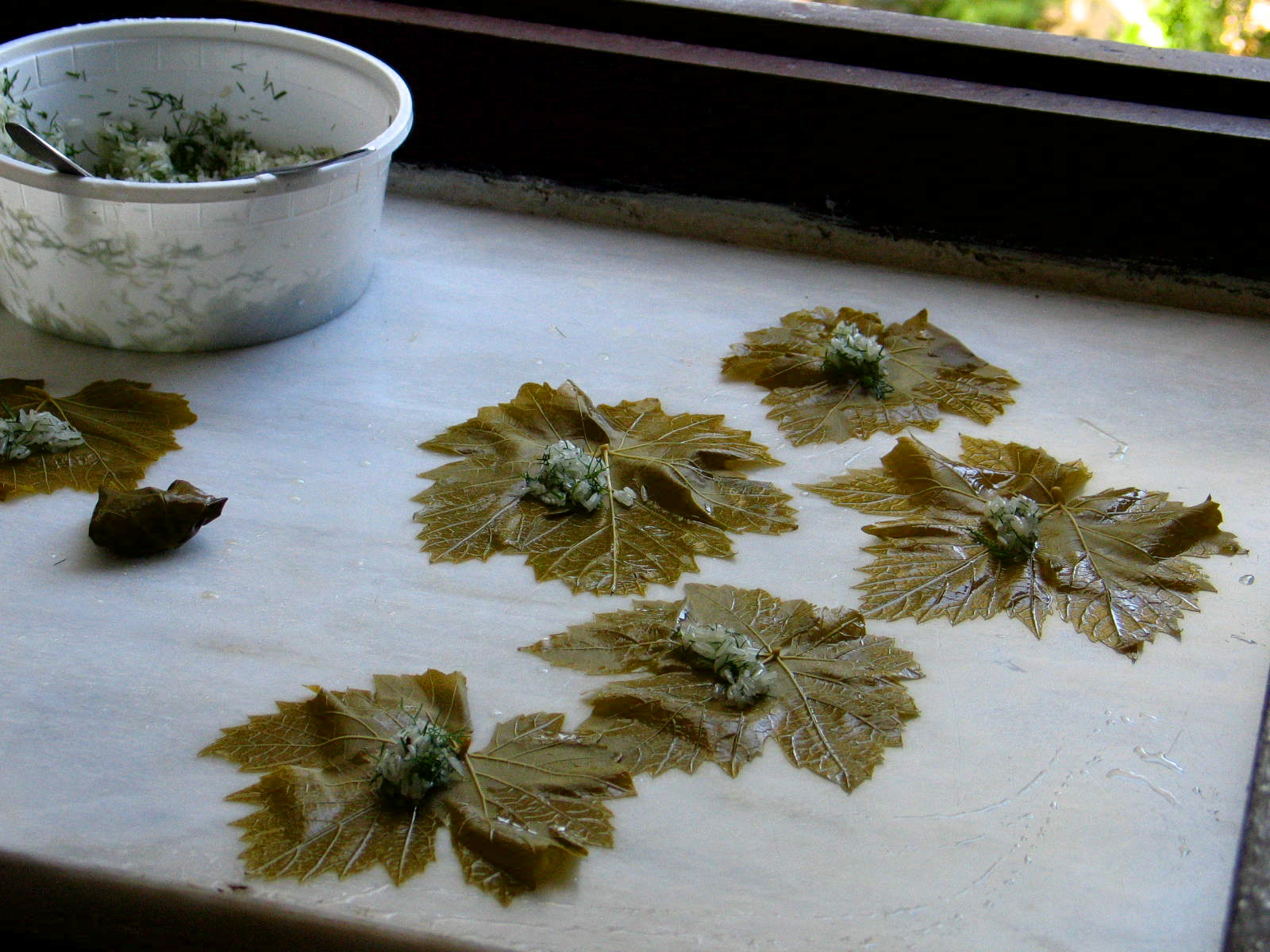
그리스식 돌마스 만들기
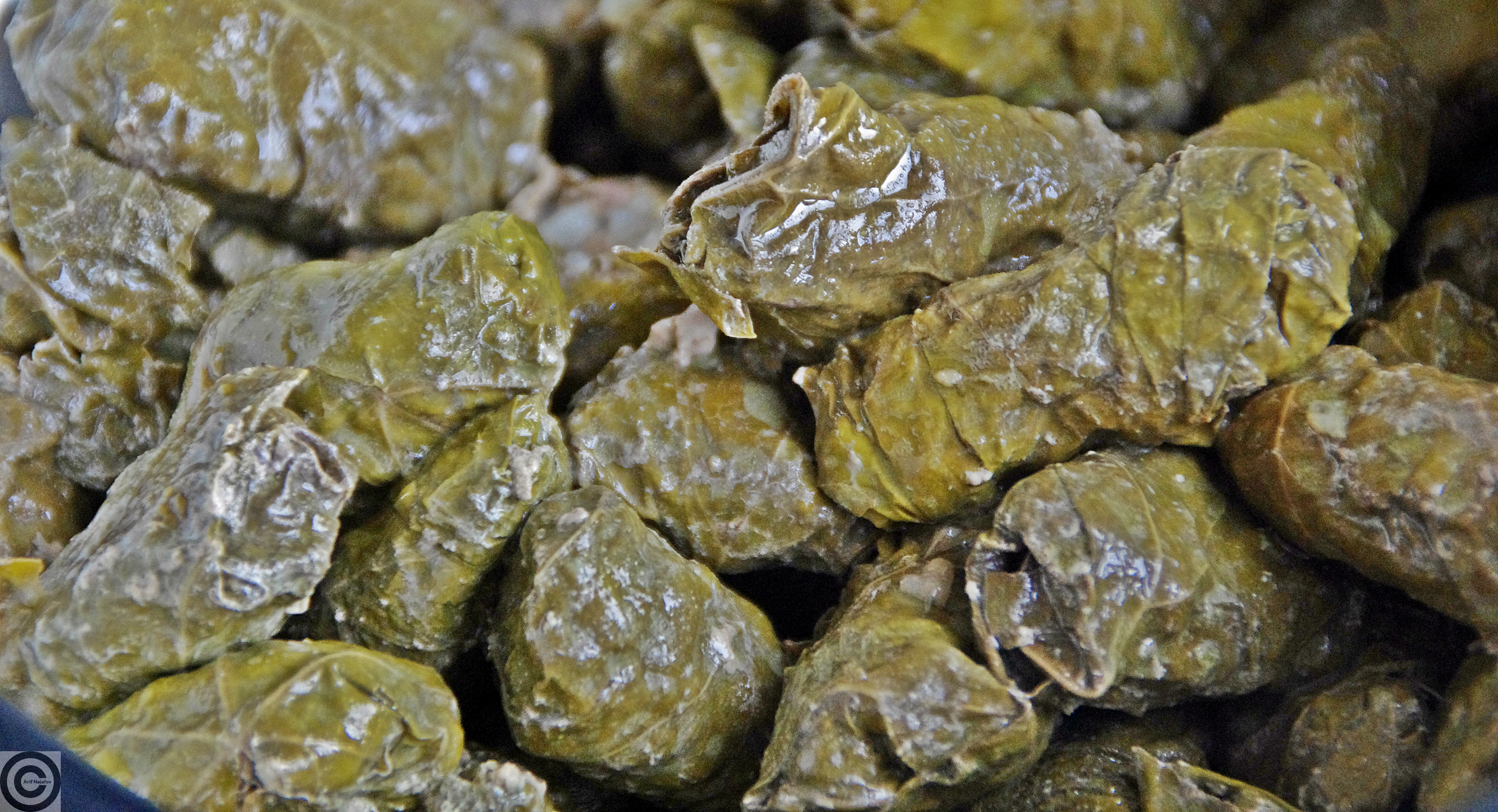
아제르바이잔식 야르파크 돌마
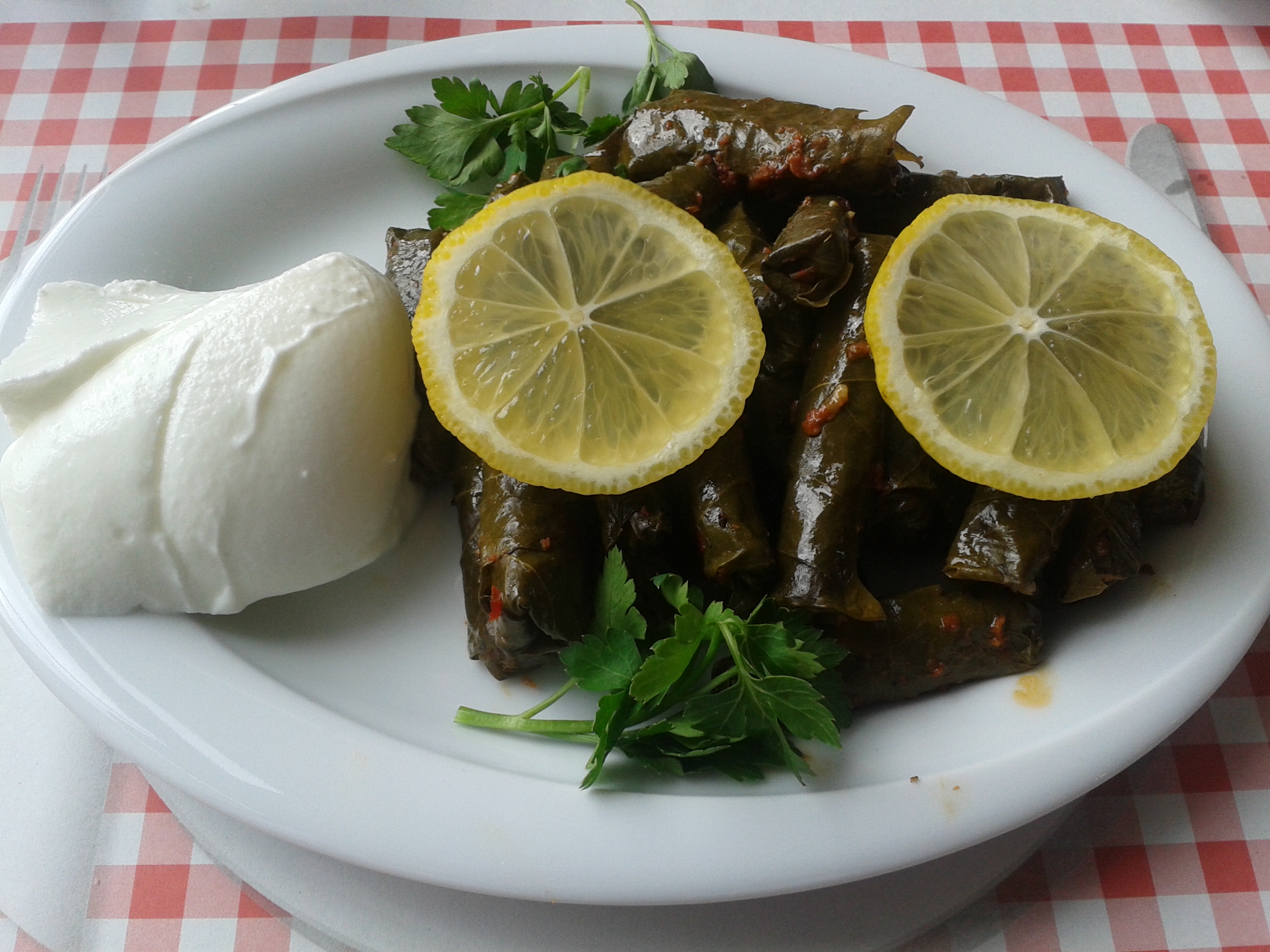
터키식 야프라크 사르마

## 같이 보기
- 양배추말이
- 소를 넣은 채소
- 소를 넣은 음식 목록